# Ньютаун (Коннектикут)
Ньютаун (англ. Newtown) — місто (англ. town) в США, в окрузі Ферфілд штату Коннектикут. Населення — 27 173 особи (2020). Було засноване 1705 року, отримало статус міста 1711 року.

## Географія
Ньютаун розташоване у північній частині округу Ферфілд, приблизно за 70 км на південний захід від Гартфорда і за 100 кілометрів на північний схід від Нью-Йорка.
Громади, що входять до складу Ньютауна:
- Ботсфорд
- Доджінгтаун
- Ньютаун Боро
- Рокі Глен
- Сенді-Хук
- Голівілл
- Геттертаун

## Історія
14 грудня 2012 року в початковій школі району Сенді-Хук в Ньютауні сталося масове вбивство школярів. Жертвами дватцятирічного злочинця стали двадцять дітей та семеро дорослих.

## Демографія
Згідно з переписом 2010 року, у місті мешкало 27 560 осіб у 9459 домогосподарствах у складі 7431 родини. Було 10061 помешкання
Расовий склад населення:
| - 94,0 % — білих - 2,4 % — азіатів - 1,6 % — чорних або афроамериканців - 0,1 % — корінних американців |

До двох чи більше рас належало 1,2 %. Частка іспаномовних становила 3,7 % від усіх жителів.
За віковим діапазоном населення розподілялося таким чином: 27,6 % — особи молодші 18 років, 59,7 % — особи у віці 18—64 років, 12,7 % — особи у віці 65 років та старші. Медіана віку мешканця становила 42,9 року. На 100 осіб жіночої статі у місті припадало 101,9 чоловіків; на 100 жінок у віці від 18 років та старших — 100,8 чоловіків також старших 18 років.
Середній дохід на одне домашнє господарство становив 148 077 доларів США (медіана — 115 137), а середній дохід на одну сім'ю — 167 595 доларів (медіана — 141 403). Медіана доходів становила 94 811 долар для чоловіків та 71 490 доларів для жінок. За межею бідності перебувало 4,1 % осіб, у тому числі 3,7 % дітей у віці до 18 років та 4,5 % осіб у віці 65 років та старших.
Цивільне працевлаштоване населення становило 13 920 осіб. Основні галузі зайнятості: освіта, охорона здоров'я та соціальна допомога — 25,5 %, науковці, спеціалісти, менеджери — 14,6 %, виробництво — 10,8 %, фінанси, страхування та нерухомість — 9,6 %.